# 里瑟夫 (新墨西哥州)
里瑟夫（英語：Reserve）是一個位於美國新墨西哥州卡特倫縣的村。同時該地也是卡特倫縣的縣治。

## 地方資料
里瑟夫的座標為33°42′47″N 108°45′28″W / 33.71306°N 108.75778°W，而該地的海拔高度為1759米（即5771英尺）。根據2010年美國人口普查，該地共人口293人，而該地的面積約為1.44平方千米。